# Tom Carruth

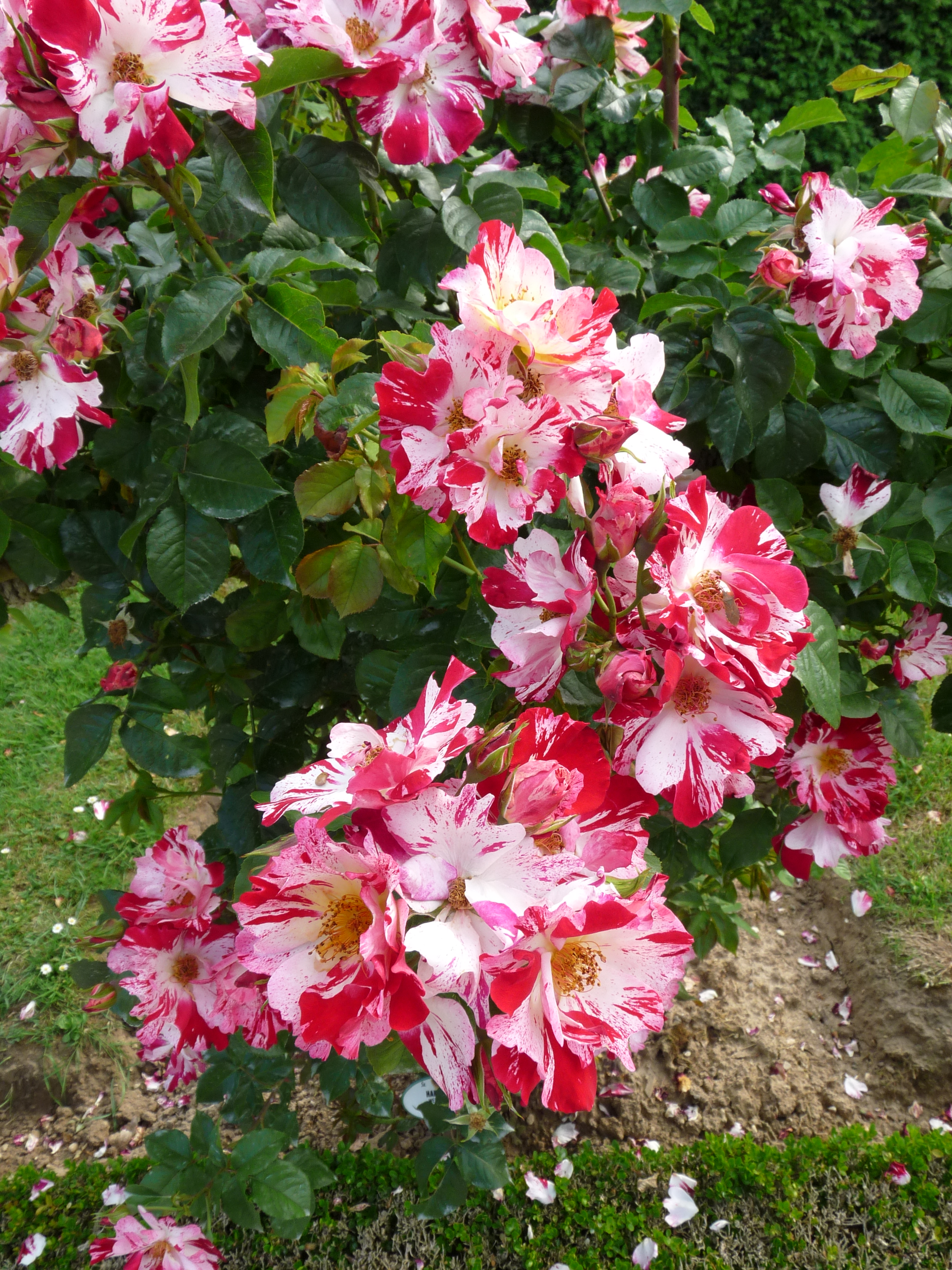
Rosier grimpant 'Fourth of July' (1999)

Tom Carruth, natif du Texas, est l'un des principaux rosiéristes américains actuels ; il a été sacré « roi des roses ».

## Biographie
Après ses études, et un travail de commercial, il a travaillé chez Jackson & Perkins. Il est actuellement directeur de recherches, chargé des créations d'hybrides chez Weeks Roses à Upland en Californie.
Carruth a cultivé des rosiers dès les années 1980 en Californie.
Son premier trophée AARS (All-America Rose Selections) a été en 1997 pour le floribunda panaché appelé 'Scentimental'.
Parmi ses autres récompenses figurent 'Fourth of July' et  'Betty Boop' (1999), 'Hot Cocoa' (2003), 'Memorial Day' (2004), 'About Face' (2005), 'Julia Child' et 'Wild Blue Yonder' (2006), 'Strike It Rich' (2007) et 'Cinco de Mayo' (2009).
En 2012, Carruth annonce qu'il part à la retraite. Pendant sa carrière qui a duré quarante ans, il a obtenu plus d'une centaine de roses, dont onze cultivars ayant remporté le prix All-America Rose Selections (AARS). Il accepte alors le poste de conservateur de la roseraie de E.L. et Ruth B. Shannon à la Huntington Library de San Marino en Californie. Cette roseraie de 1,5 hectare plantée en 1908 possède plus de 4 000 buissons de rosiers.

## Créations
- 1996 : 'St. Patrick' et 'Livin' Easy' ;
- 1997 : 'Scentimental' (floribunda);
- 1998 : 'Sunset Celebration' ;
- 1999 : 'Betty Boop' (floribunda) et 'Fourth of July' (grimpant) ;
- 2002 : 'Marilyn Monroe' ;
- 2003 : 'Hot Cocoa' (floribunda);
- 2004 : 'Memorial Day' ;
- 2005 : 'About Face' ;
- 2006 : 'Julia Child' (floribunda) et 'Wild Blue Yonder' ;
- 2007 : 'Strike it Rich' ;
- 2009 : 'Cinco de Mayo' (floribunda).

## Illustrations

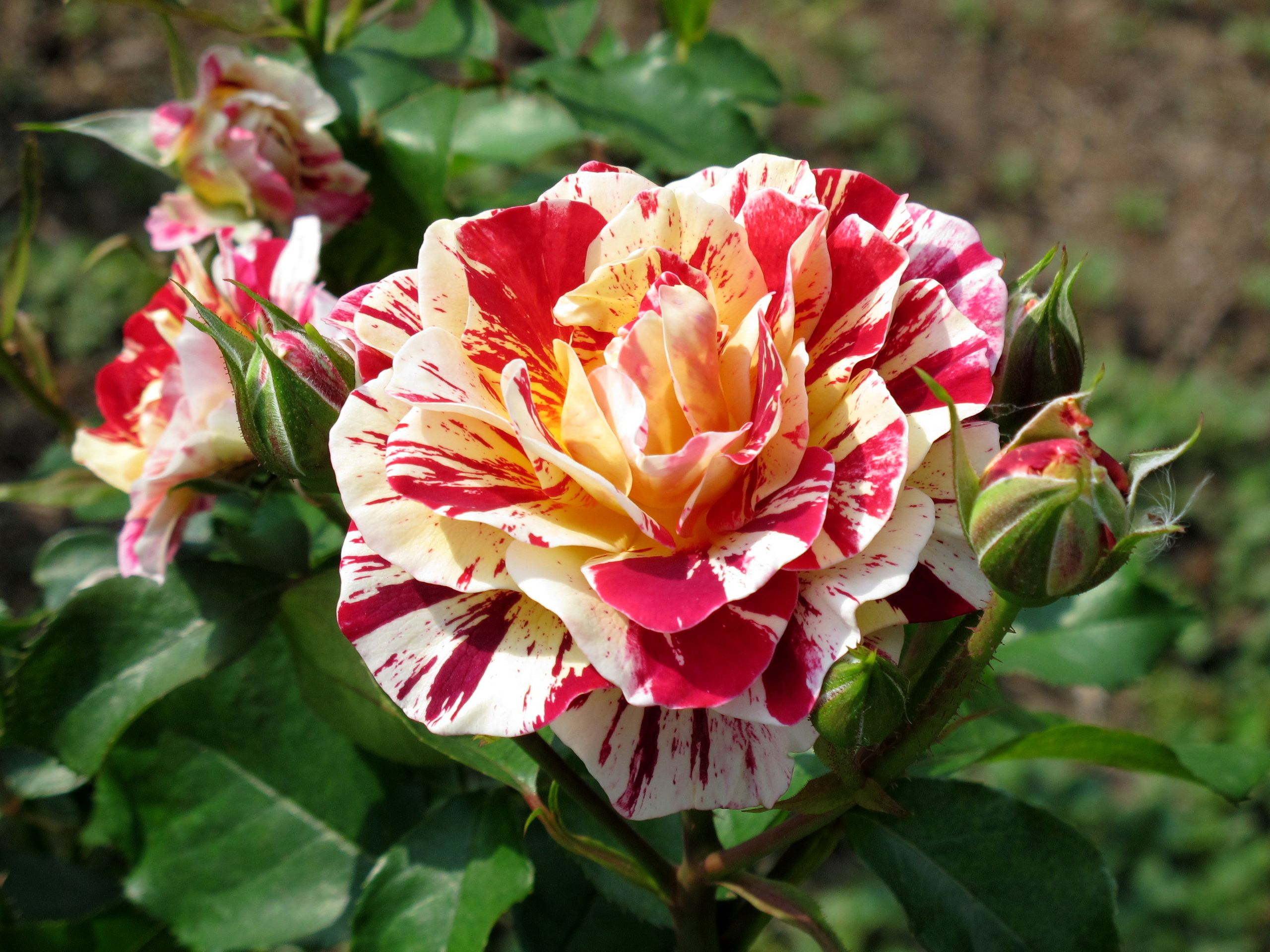
'George Burns', (1996)
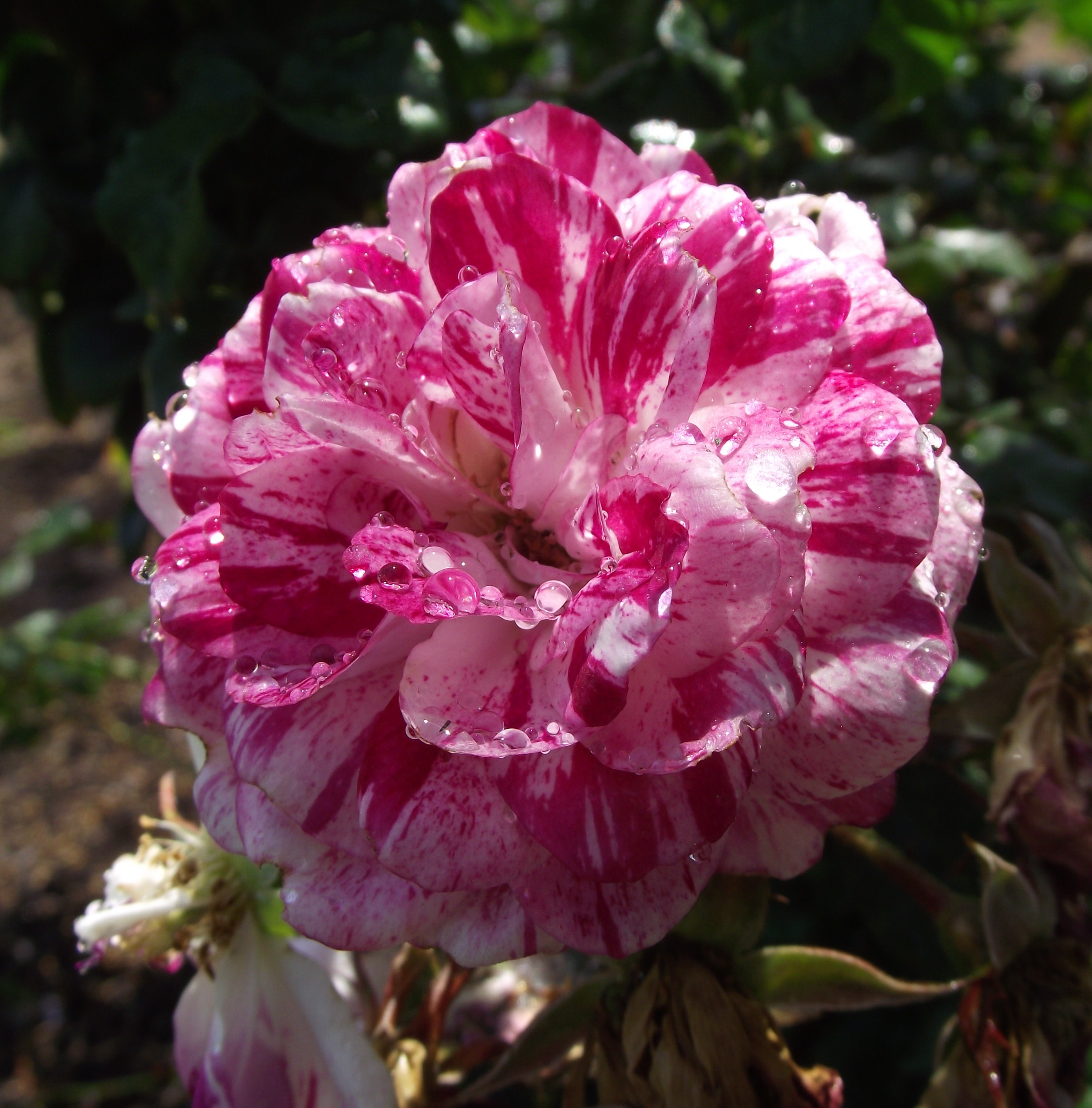
'Rockin Robbin', (1997)
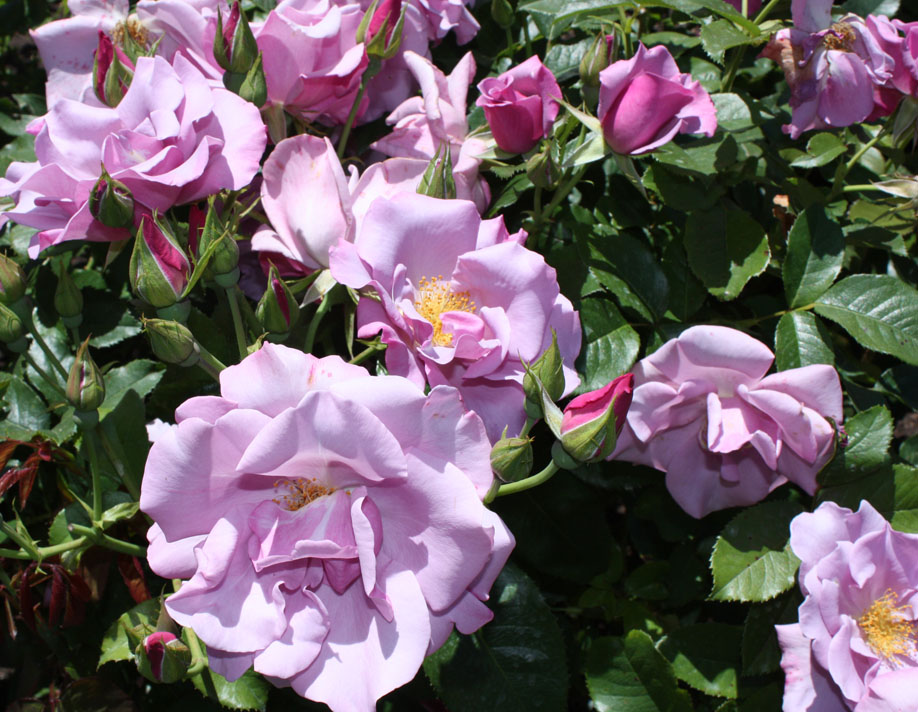
'Blueberry Hill', (1997)
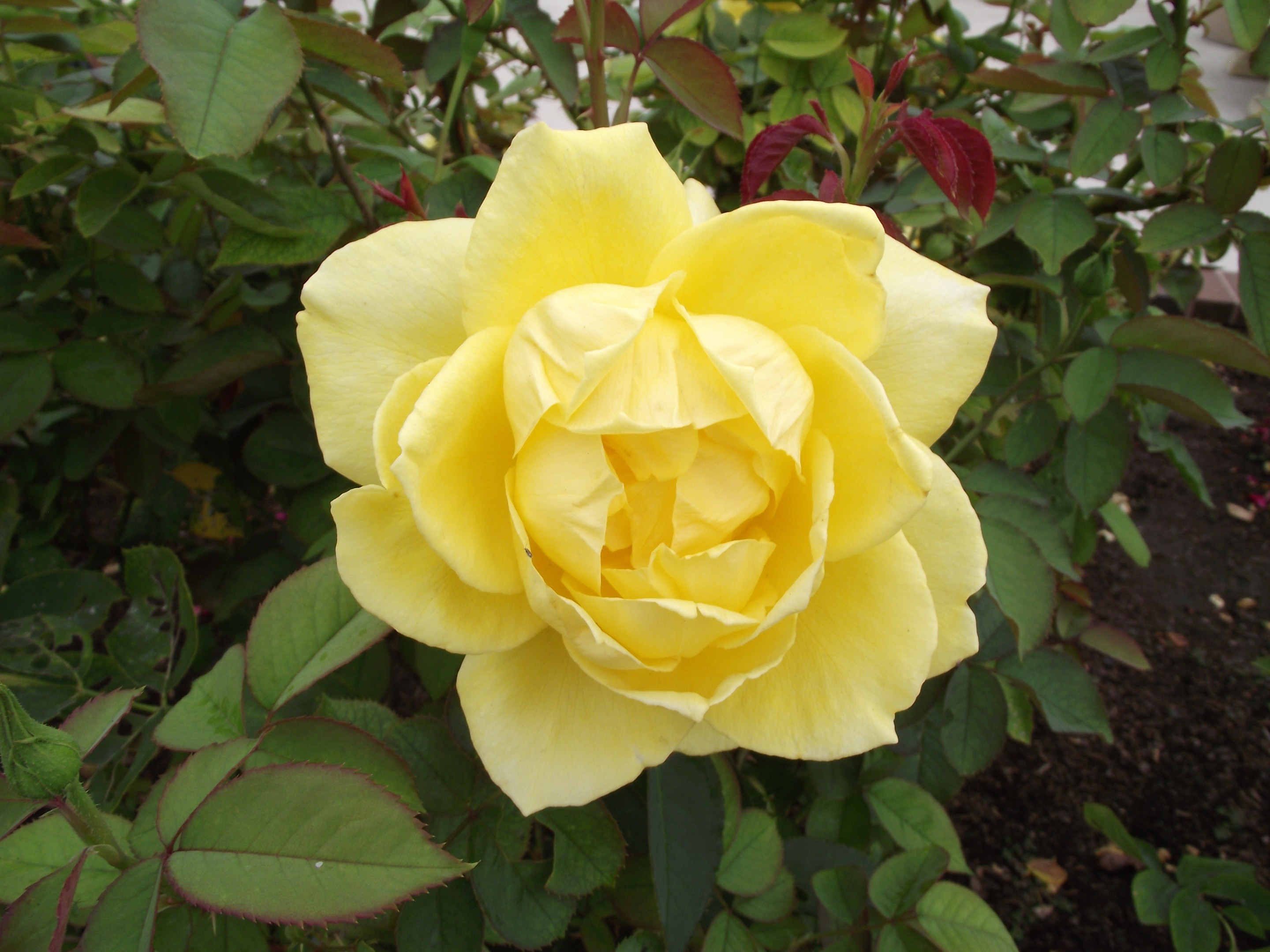
'Mellow Yellow', (2000)
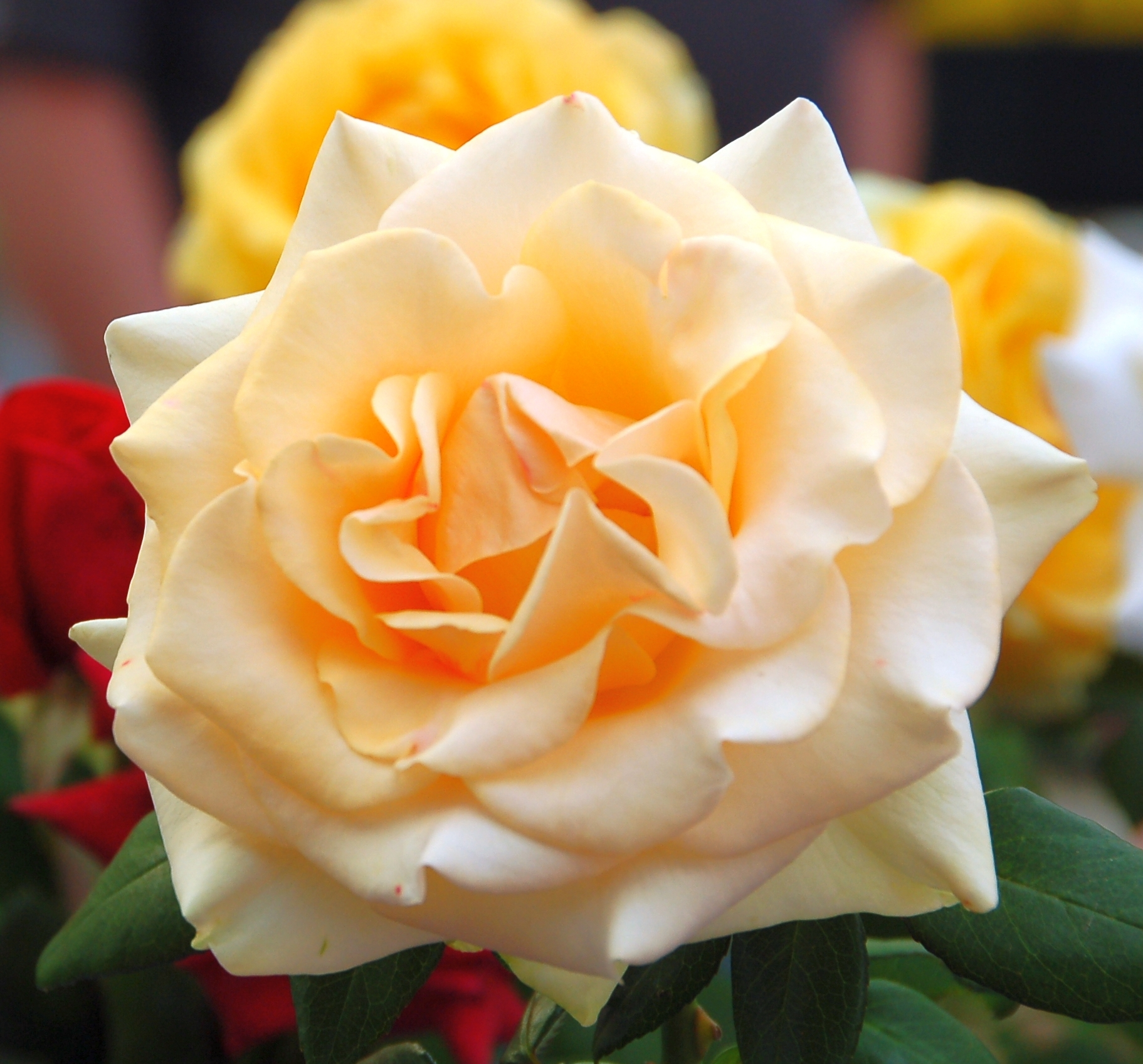
'Marilyn Monroe', (2002)